# فیض‌الله نفجم
فیض‌الله نفجم (زادهٔ ۱۳۵۳ ساری) تکواندوکار ایرانی است. او همچنین عضو دورهٔ چهارم و عضو جانشین دوره پنجم شورای اسلامی شهر ساری بوده است. وی همچنین سرمربی تیم ملی نوجوانان ایران و سرمربی تیم ملی بانوان و آقایان استرالیا بوده است. فیض الله نفجم ۱۳ سال عضو تیم ملی ایران بوده و در اسپانیا کاپیتان تیم ملی بوده است. وی پر افتخارترین تکواندو کار وزن اول تاریخ ایران می‌باشد. نفجم به مدت ۸ سال ریاست هیئت تکواندو استان مازندران را به عهده داشت. وی در حال حاضر سمت ریاست تربیت بدنی جمعیت شاهد و ایثارگر استان مازندران را عهده‌دار می‌باشد. وی از دیماه۱۳۹۹ مجدداً به مدت ۴سال سکاندار تکواندو استان مازندران شد.
فیض الله نفجم اهل روستای آقمشهد است

## نشان‌ها
- نشان طلای مسابقات جهانی تایلند ۲۰۰۶
- نشان نقره قهرمانی جهان اسپانیا ۲۰۰۵
- نشان برنز جام جهانی ژاپن ۲۰۰۲
- نشان برنز قهرمانی آسیا استرالیا ۱۹۹۶
- نشان طلای ارتشهای جهان ایران ۱۹۹۵[۱]